# Good Riddance (альбом)
Good Riddance — дебютный студийный альбом американской певицы и автора-исполнителя Грэйси Абрамс, изданный 24 февраля 2023 года на студии Interscope Records. Автором альбома является Абрамс, а Аарон Десснер также является автором и продюсером всех песен. Делюкс-издание альбома с четырьмя бонус-треками было выпущено 16 июня 2023 года.

## История
9 января 2023 года Абрамс анонсировала свой дебютный альбом Good Riddance, который должен был выйти 24 февраля 2023 года. Первый сингл «Difficult» был выпущен за несколько месяцев до этого, 7 октября 2022 года. Второй сингл под названием «Where Do We Go Now?» был выпущен 13 января 2023 года. Третий сингл, названный «Amelie», был выпущен 10 февраля. Четвёртый и последний сингл «I Know It Won’t Work» был выпущен вместе с альбомом 24 февраля.
Делюкс-версия Good Riddance была анонсирована 24 апреля 2023 года, а выпущена 16 июня 2023 года. Она включает четыре бонус-трека, в том числе «Block Me Out», который впервые был выпущен в качестве сингла 8 апреля 2022 года.

## Тур
После выхода альбома Абрамс отправилась в Good Riddance Tour, свой третий концертный тур в качестве хедлайнера. Он охватит Северную Америку, Европу и Австралию и продлится 44 даты. Он начался 6 марта 2023 года в Чикаго, США, и завершится 21 января 2024 года в Мельбурне, Австралия. Она была открытием американского этапа тура Тейлор Свифт «The Eras Tour» в 2023 году. Она собирается снова открыть тур Свифт в 2024 году в Северной Америке. Абрамс также выступила с тремя акустическими шоу Good Riddance Acoustic Shows по США со своим соавтором и продюсером, Аароном Десснером. Шоу прошли с 6 по 14 сентября 2023 года в Нью-Йорке, Нашвилле и Лос-Анджелесе.

## Отзывы
| Совокупная оценка    | Совокупная оценка |
| Источник             | Оценка            |
| -------------------- | ----------------- |
| AnyDecentMusic?      | 7.3/10            |
| Metacritic           | 73/100            |
| Оценки критиков      |                   |
| Источник             | Оценка            |
| AllMusic             | [ 14 ]            |
| Album of the Year    | 76/100            |
| NME                  | [ 3 ]             |
| Pitchfork            | 6.2/10            |
| Dork                 | 5/5               |
| DIY                  | [ 16 ]            |
| Clash                | 8/10              |
| i                    | [ 18 ]            |
| The Line of Best Fit | 7/10              |
| The Harvard Crimson  | [ 20 ]            |
| The Dartmouth        | [ 21 ]            |
| The Post             | 2.5/5             |
| Daily Bruin          | [ 23 ]            |
| The Eastern Echo     | 9/10              |
| PromediaBank         | [ 25 ]            |
| The Rice Thresher    | [ 26 ]            |
| The Catalyst         | 9/10              |
| The Connector        | A                 |
| Blur Magazine        | [ 29 ]            |
| The Forty-Five       | [ 30 ]            |
| Upcoming100          | [ 31 ]            |

Альбом получил в целом положительные отзывы музыкальных критиков и интернет-изданий. Good Riddance получил оценку 73 из 100 на агрегаторе рецензий Metacritic, основанную на 6 отзывах критиков. В положительной рецензии для Dork Мартин Янг назвал его «мастер-классом в интимном и вызывающем написании песен». В заключении рецензии говорится: «Это дебют, который прекрасно иллюстрирует трансцендентное качество очень особенной композиции». Джейн Буа из Pitchfork подчеркивает авторство Абрамс, называя её «честной и личной, предлагающей моменты ясного, тихого очарования», но отмечает: "Писать с эмоциональной прозрачностью — это только одна часть уравнения, особенно учитывая повсеместное распространение песен «грустных девушек» в наши дни. " Журнал DIY определил альбом как «душераздирающее, но радостное путешествие в глубину каждого из ваших чувств». Кроме того, он выделил песни «I Should Hate You», «Full Machine», «This Is What The Drugs Are For» и «Right Now» за их тексты, производство и звучание.
Некоторые критики отметили характерные штрихи Аарона Десснера в треках.
В неоднозначной рецензии Амайя Лин из The Line of Best Fit высказала мнение: «Разочаровывает то, что величие граничит, но так и не достигает вершины. Абрамс пишет одновременно гиперконкретно и крайне расплывчато, обращаясь к ситуациям и персонажам, которым не хватает существенного контекста», и отмечает постановку Десснера за освещение «особенно тонкой стороны исповедальной композиции Абрамса». Для газеты i Кейт Соломон написала: «Какими бы интимными и прекрасно прорисованными ни были почти все песни, это настолько неумолимый даунбит, что становится трудно настроиться на целый альбом», считая его «альбомом, в котором можно погрязнуть и не двигаться дальше».

### Итоговые списки
| Публикация    | Список                                           | Ранг | Ссылка |
| ------------- | ------------------------------------------------ | ---- | ------ |
| Billboard     | The 50 Best Albums of 2023                       | 24   | [ 32 ] |
| Billboard     | The 100 Best Songs of 2023 «Where Do We Go Now?» | 96   | [ 33 ] |
| Rolling Stone | The 100 Best Albums of 2023                      | 62   | [ 34 ] |

## Список композиций
Все песни написаны Грэйси Абрамс и Аароном Десснером, спродюсированы Десснером, кроме обозначенных.
| №                   | Название                         | Автор(ы)                 | Продюсеры             | Длительность |
| ------------------- | -------------------------------- | ------------------------ | --------------------- | ------------ |
| 1.                  | «Best»                           |                          |                       | 3:53         |
| 2.                  | «I Know It Won't Work»           |                          | Десснер Matias Tellez | 4:05         |
| 3.                  | «Full Machine»                   |                          |                       | 4:15         |
| 4.                  | «Where Do We Go Now?»            |                          | Десснер Tellez        | 4:04         |
| 5.                  | «I Should Hate You»              |                          |                       | 4:18         |
| 6.                  | «Will You Cry?»                  |                          |                       | 3:50         |
| 7.                  | «Amelie»                         |                          |                       | 4:19         |
| 8.                  | «Difficult»                      |                          |                       | 4:18         |
| 9.                  | «This Is What the Drugs Are For» |                          |                       | 4:05         |
| 10.                 | «Fault Line»                     |                          |                       | 4:27         |
| 11.                 | «The Blue»                       |                          |                       | 5:00         |
| 12.                 | «Right Now»                      | Абрамс Десснер Brian Eno |                       | 5:50         |
| Общая длительность: | Общая длительность:              | Общая длительность:      | Общая длительность:   | 52:24        |

| №                   | Название            | Автор(ы)               | Длительность |
| ------------------- | ------------------- | ---------------------- | ------------ |
| 13.                 | «Block Me Out»      |                        | 4:09         |
| 14.                 | «Unsteady»          |                        | 4:11         |
| 15.                 | «405»               |                        | 3:02         |
| 16.                 | «Two People»        | Абрамс Десснер Delacey | 4:13         |
| Общая длительность: | Общая длительность: | Общая длительность:    | 67:59        |

## Чарты
| Чарт (2023)                        | Высшая позиция |
| ---------------------------------- | -------------- |
| Австралия (ARIA)                   | 30             |
| Австрия (Ö3 Austria)               | 63             |
| Бельгия/Фландрия (Ultratop)        | 41             |
| Канада Canadian Albums (Billboard) | 55             |
| Франция (SNEP)                     | 113            |
| Германия (Offizielle Top 100)      | 19             |
| Ирландия (Irish Albums Chart)      | 4              |
| Новая Зеландия (RMNZ)              | 40             |
| Шотландия (Scottish Albums Chart)  | 3              |
| Испания (PROMUSICAE)               | 55             |
| Швейцария (Schweizer Hitparade)    | 92             |
| Великобритания (UK Albums Chart)   | 3              |
| США BIllboard 200                  | 52             |